# Getnet Wale
Getnet Wale (16 de julio de 2000) es un deportista de Etiopía que compite en atletismo. Ganó una medalla de bronce en el Campeonato Mundial de Atletismo Sub-20 de 2018, en la prueba de 3000 m obstáculos.